# Codăești
Codăești je rumunská obec v župě Vaslui, asi 40 km jižně od Jasy, nedaleko moldavských hranic. Žije zde přibližně 3 900 obyvatel. Obec se skládá ze čtyř částí.

## Části obce
- Codăești – 1 902 obyvatel
- Ghergheleu – 363 obyvatel
- Pribești – 1 073 obyvatel
- Rediu Galian – 574 obyvatel